# Вест-Лілмен (Флорида)
Вест-Лілмен (англ. West Lealman) — переписна місцевість (CDP) в США, в окрузі Пінеллас штату Флорида. Населення — 16 438 осіб (2020).

## Географія
Вест-Лілмен розташований за координатами 27°49′12″ пн. ш. 82°44′17″ зх. д. / 27.82000° пн. ш. 82.73806° зх. д. (27.820038, -82.738111).  За даними Бюро перепису населення США в 2010 році переписна місцевість мала площу 8,28 км², з яких 8,11 км² — суходіл та 0,16 км² — водойми.

## Демографія
Згідно з переписом 2010 року, у переписній місцевості мешкала 15 651 особа в 7654 домогосподарствах у складі 3840 родин. Густота населення становила 1891 особа/км².  Було 9398 помешкань (1135/км²).
Расовий склад населення:
| - 86,2 % — білих - 4,5 % — чорних або афроамериканців - 3,9 % — азіатів - 0,4 % — корінних американців - 0,1 % — вихідців з тихоокеанських островів - 2,3 % — осіб інших рас |

До двох чи більше рас належало 2,6 %. Частка іспаномовних становила 8,3 % від усіх жителів.
За віковим діапазоном населення розподілялося таким чином: 16,5 % — особи молодші 18 років, 55,2 % — особи у віці 18—64 років, 28,3 % — особи у віці 65 років та старші. Медіана віку мешканця становила 50,0 року. На 100 осіб жіночої статі у переписній місцевості припадало 93,2 чоловіків;  на 100 жінок у віці від 18 років та старших — 90,8 чоловіків також старших 18 років.
Середній дохід на одне домашнє господарство  становив 42 556 доларів США (медіана — 32 249), а середній дохід на одну сім'ю — 54 352 долари (медіана — 44 177). Медіана доходів становила 33 529 доларів для чоловіків та 32 902 долари для жінок. За межею бідності перебувало 16,4 % осіб, у тому числі 30,0 % дітей у віці до 18 років та 10,5 % осіб у віці 65 років та старших.
Цивільне працевлаштоване населення становило 6274 особи. Основні галузі зайнятості: освіта, охорона здоров'я та соціальна допомога — 21,0 %, роздрібна торгівля — 13,4 %, мистецтво, розваги та відпочинок — 13,0 %.